# Архангел (музичка група)
Архангел је рок група из Северне Македоније коју је у Скопљу 1989. године основао Ристо Вртев, први певач Мизара и некадашњи члан Иноле Икс. Током своје каријере објавили су четири албума, а сматрају се једним од најбољих македонских група током `90. Група је тесно сарађивала са уметничким покретом Македонска Стрелба, насталом по узору на словеначки НСК.

## Назив
Група је добила име по митским бићима хришћанства Архангелима или Арханђелима који се сматрају врховним анђелима у хришћанској хијерархији и налазе се одмах испод Бога.

## Музика Архангела
Вртев у свом музичком стваралаштву у оквиру Архангела обједињује како лагане мелодичне рок звукове(„1 000 000$“, „Архангел“, „Харт Кор“ (енгл. Heart Core), „Заумна Сила“, ...), тако и брзе и енергичне звукове(„Нова Вера, Нова Библија“, „Златно Жолто“, „Човек без Име и Презиме“, „Небесна Машина“, ...). Критика је музичко стваралаштво групе најчешће поредила са манчестерским Смитсима и београдском Екатарином Великом.
Текстови песама се баве широком лепезом ствари од љубави(„Илјада Светла“) и апатије(„1 000 000$“), преко политичких промена(„Нова Вера, Нова Библија“) па све до неизоставних помало религијских тема(„Крст“) због чега се и појавило неизоставно поређење са Мизаром. Због тог присуства помало верске тематике, али и видног изостанка музичких етно елемената Архангел се често карактерисан као рок Мизар.
Током своје каријере Архангел је урадио и две обраде које су се појавиле и на њиховим албумима.
1. Блеков „Вандервул Лајф“ (енгл. Wonderful Life) је обрађен под именом „Чудесен Свет“ који је објављен на Архангелу II.
2. Хаскер Дуов „Невр токинг то ју аген“ (енгл. Never talkin` to you again) је обрађен као „Невр ток“ (енгл. Never talk) који је објављен као сингл 1995. године, а касније се нашао на Небесној Машини.

Обрада Хаскер Дуа која је изашла као сингл 1995. године добила је исте године награду за најбољу песму и спот у Северној Македонији.

## Албуми
Архангел је током своје каријере објавио четири студијска албума и један живи, а њихове нумере су се појавиле и на неколико компилација.

### Студијски албуми
- „Архангел I“ (1991)
- „Архангел II“ (1993)
- „Харт Кор“ (енгл. Heart Core) (1998)
- „Небесна Машина“ (2003)

### Живи албуми
- „Лајв ин Скопје“ (енгл. Live in Skopje) (2004)

### Компилације
- „Демоскоп 1990“ - Клуб 100 (енгл. Club 100), Скопље 1990.
- „Македонски Документ“ - Трот Рекордс, Скопље 1994.
- „14 Песни за Ушко“ - Трот Рекордс, Скопље 1994.